# Макэдвардс, Кэти
Кэ́ти Макэ́двардс (англ. Kathy McEdwards; род. 16 августа 1957, Гамильтон, Онтарио) — канадская кёрлингистка.
В составе женской сборной Канады чемпионка мира (1986). Чемпионка Канады среди женщин.
Играла на позиции третьего.

## Достижения
- Чемпионат мира по кёрлингу среди женщин: золото (1986).
- Чемпионат Канады по кёрлингу среди женщин: золото (1986).

- Команда всех звёзд (англ. All-Star Team) чемпионата Канады среди женщин: 1986 (позиция «третьего»).[3]

## Команды
| Сезон   | Четвёртый         | Третий          | Второй                | Первый         | Запасной           | Турниры             |
| ------- | ----------------- | --------------- | --------------------- | -------------- | ------------------ | ------------------- |
| 1985—86 | Мэрилин Бодо-Дарт | Кэти Макэдвардс | Кристин Бодо-Юргенсон | Джен Аугустин  | Lynn Reynolds (ЧК) | ЧК 1986 · ЧМ 1986   |
| 1986—87 | Мэрилин Бодо-Дарт | Кэти Макэдвардс | Кристин Юргенсон      | Джен Аугустин  | Lynn Reynolds      | ЧК 1987 (9 место)   |
| 1986—87 | Мэрилин Дарт      | Кэти Макэдвардс | Кристин Юргенсон      | Сандра Риппель |                    | КООК 1987 (6 место) |

(скипы выделены полужирным шрифтом)